# Don Paterson
Don Paterson (Dundee, 1963) è uno scrittore e poeta scozzese, insignito dell'OBE e membro della Royal Society of Literature, svolge anche attività di musicista. Ha inoltre ricevuto la Medaglia d'Oro della Regina per la Poesia nel 2010..

## Biografia
Rinomato poeta scozzese, ha vinto diversi premi dal 1990 in poi, tra cui l‘Eric Gregory Award (1990),  l‘Arvon Foundation International Poetry Competition (1993). Incluso nella lista dei 20 poeti scelti dalla "Poetry Society (Associazione dei Poeti)" nei Poeti della nuova generazione del 1994. Nel 1998 ha ricevuto il Geoffrey Faber Memorial Prize con God's Gift to Women. Nel 2002 è stato premiato dallo Scottish Arts Council col Premio "Creative Scotland Award".
Don Paterson insegna nella facoltà di Letteratura inglese alla Università di St. Andrews ed è curatore della serie poetica dell'editore Picador. È inoltre un dotato chitarrista jazz e conduce da dieci anni il gruppo jazz-folk Lammas, col sassofonista Tim Garland. Paterson vive a St Andrews in Scozia.

## Opere

### Poesie
- Nil Nil (1993) vincitore del Premio Forward Poetry Prize come migliore raccolta poetica
- God's Gift to Women (1997)
- The Eyes (1999), alla maniera di Machado
- White Lie (2001)
- Landing Light (2003)
- Orpheus (2006), alla maniera di Rilke
- Rain (2009) vincitore del Premio Forward Poetry Prize

Curatore:
- 101 Sonnets (1999)
- Last Words (1999), con Jo Shapcott
- Robert Burns, poesie scelta da Don Paterson (2001)
- New British Poetry (con Charles Simić) (2004)
- Reading Shakespeare's Sonnets (Faber, 2010)

### Drammi
- The Land Of Cakes (con Gordon McPherson) (2001)
- A'body's Aberdee (2001)

### Radio (drammi)
- Kailyard Blues (1999)
- Ringing the Changes (1999) con  (Jo Shapcott)
- The Aberdee Brief (2000)
- The Latecomers (2001)

### Aforismi
- The Book of Shadows (2004)
- The Blind Eye (2007)
- Best Thought, Worst Thought (2008)